# Hermann Usinger
Hermann Jakob Friedrich Karl Usinger (* 7. Mai 1880 in Mainz; † 15. November 1947 in Darmstadt) war ein deutscher Verwaltungsjurist.

## Leben
Hermann Usinger war der Sohn des Architekten Wilhelm Usinger (1829–1907) und dessen Frau Marie Susanne geborene Kraemer. Karl Usinger war sein Bruder. Er heiratete am 20. November 1915 in Mainz Maria geborene Matti (26. November 1892), die Tochter des Anton Matti aus Frankfurt.
Hermann Usinger studierte Rechtswissenschaften und schloss das Studium 1908 mit der Promotion zum Dr. jur. ab. Nach dem Studium wurde er Regierungsassessor in Alsfeld, Darmstadt und Offenbach am Main. Am 8. Januar 1916 wurde er Polizeikommissär beim Polizeiamt Darmstadt mit dem Titel "Polizeiamtmann" Am 24. Dezember 1920 wurde er zum Vorstand der Landes-Gendarmerie-Direktion, am 12. August 1922 zum Vorstand des Polizeiamts Darmstadt mit dem Titel Polizeidirektor befördert.
Der parteilose Usinger wurde am 18. März 1932 Kreisdirektor (Landrat) im Landkreis Groß-Gerau. Am 14. Dezember 1933 wurde er von den nationalsozialistischen Machthabern aufgrund des Gesetzes zur Wiederherstellung des Berufsbeamtentums entlassen. Zum 1. April 1934 erfolgte die Umwandlung der Dienstentlassung in eine Ruhestandsversetzung.
Nach dem Zweiten Weltkrieg wurde er von der amerikanischen Besatzungsmacht 1945 zum Landrat des Obertaunuskreises und zum staatlichen Kontrollbeamten der IG Farben Höchst ernannt. Nach den Kommunalwahlen in Hessen 1946 gab er sein Landratsamt an der ersten frei gewählten Landrat ab. 1947 wurde er in den Ruhestand versetzt.